# Neoclypeodytes curtulus
Neoclypeodytes curtulus är en skalbaggsart som först beskrevs av Sharp 1887.  Neoclypeodytes curtulus ingår i släktet Neoclypeodytes och familjen dykare. Inga underarter finns listade i Catalogue of Life.